# Neuryurus
Neuryurus és un gènere extint de mamífers cingulats de la família dels clamifòrids que visqueren a Sud-amèrica des del Miocè superior fins al Plistocè superior, fa entre 12.000 i 7,2 milions d'anys. Se n'han trobat restes fòssils a l'Argentina, el Brasil i l'Uruguai. Tenia una morfologia comparable a la d'Hoplophorus, Neosclerocalyptus i Panochthus. Les estimacions del seu pes, que varien bastant segons el mètode emprat, van des de 443 kg fins a 1.022 kg. El nom genèric Neuryurus significa ‘nou Euryurus’.